# Sint-Pauluskapel (Galmaarden)

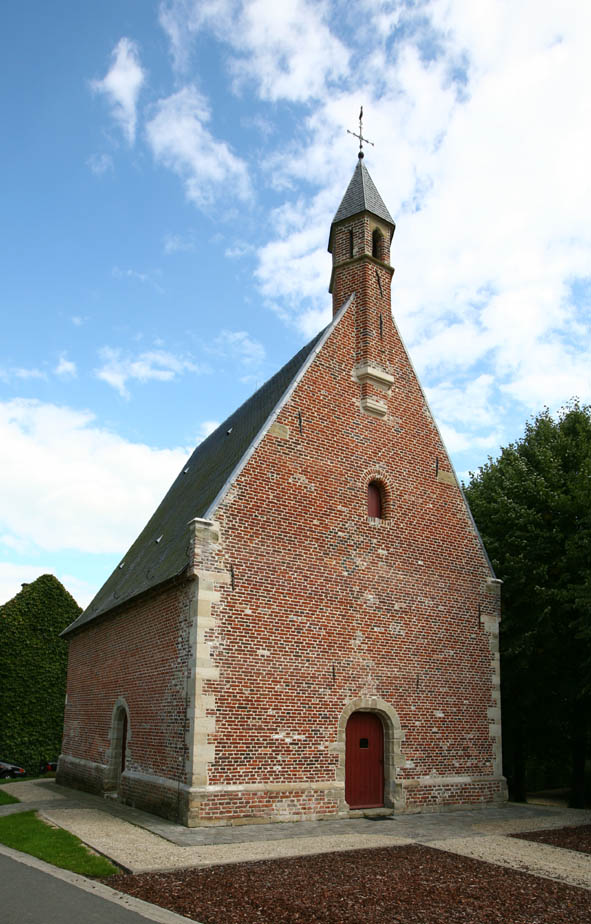
Sint-Pauluskapel

De Sint-Pauluskapel is een laatmiddeleeuwse kapel in de tot de Vlaams-Brabantse gemeente Galmaarden behorende plaats Sint-Paulus, gelegen aan de Paulusstraat. De kapel werd vermoedelijk gebouwd aan het begin van de 16e eeuw en heeft een laatgotische stijl. De Sint-Pauluskapel speelt een prominente rol in een belangrijke traditionele viering in Galmaarden: de Pauwelviering.

## Oorsprong[1]
Er doen verschillende oorsprongsverhalen de ronde. De eerste is dat de kapel bij een zelfstandige parochie zou gehoord hebben met een eigen priester en kerkhof. De tweede is dat de kapel zou afgehangen hebben van de Sint-Adriaansabdij van Geraardsbergen of van de abdij van Beaupré van Grimminge. Het laatste oorsprongsverhaal is dat de Sint-Pauluskapel een toevluchtsoord zou geweest zijn voor leprozen en dat zij het gehucht Sint-Paulus zouden opgericht hebben.
Zeker is het wél dat de kapel reeds bestond vóór 1068.

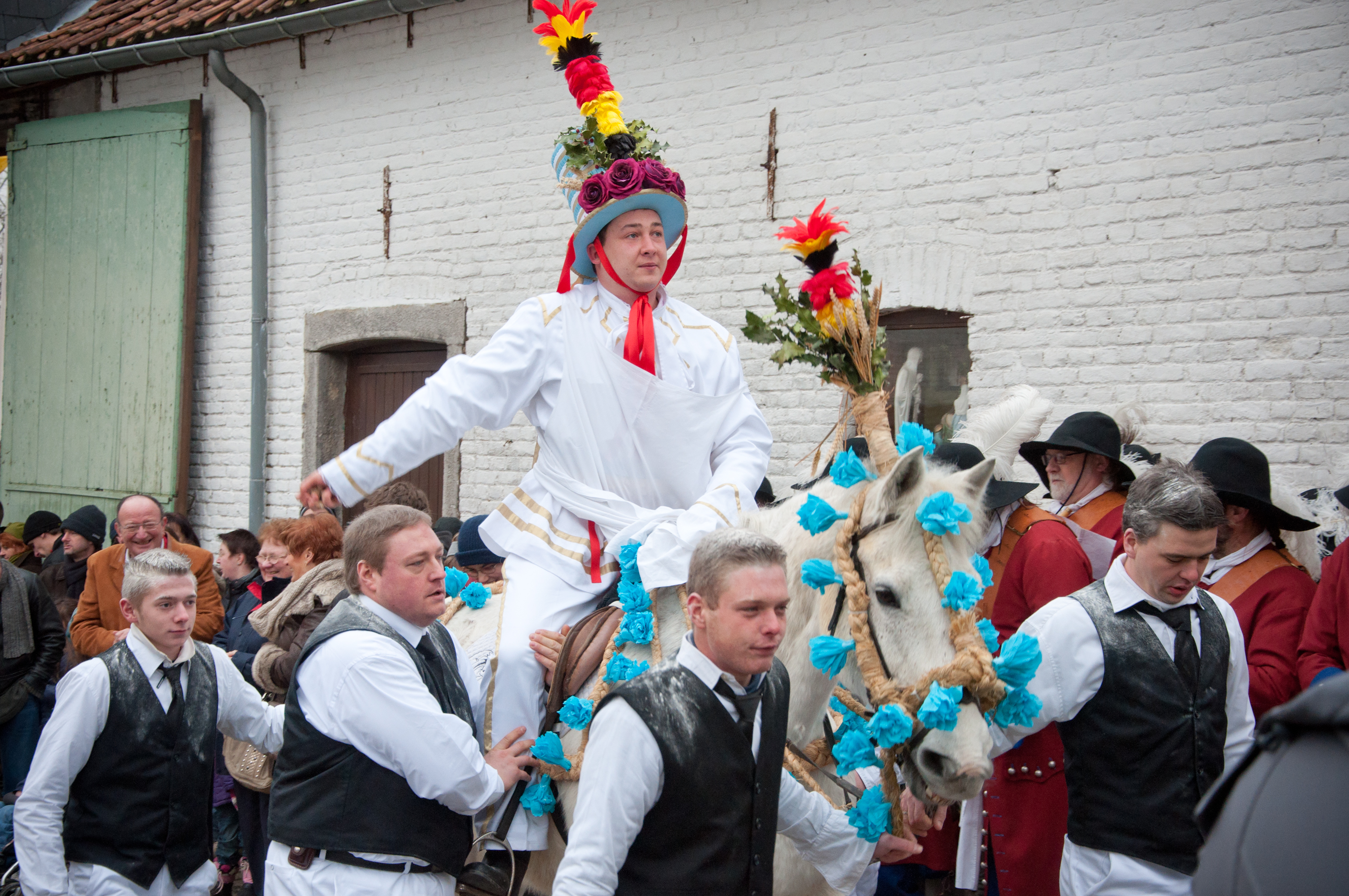
Pauwelviering

## Pauwelviering
Elke eerste zondag na 25 januari vindt de Pauwelviering in Galmaarden plaats. Daarbij trekt een ruiter op een wit paard (de Pauwel) door het gehucht Sint-Paulus. Hij stopt onder andere met zijn apostelen aan de Sint-Pauluskapel, waar de pauwelbroodjes gezegend worden. Op het einde van de stoet door Sint-Paulus komt de Pauwelbende opnieuw aan de Sint-Pauluskapel aan om de pauwelbroodjes rond te strooien. Daarna start een heus volksfeest.
De traditionele viering is erkend als immaterieel erfgoed.

## Erfgoed
De Sint-Pauluskapel werd erkend als bouwkundig erfgoed en is een beschermd monument sinds 1949. Ze werd volledig gerestaureerd in 2001-2002. Ze maakt deel uit van beschermd stads- of dorpsgezicht, samen met de Pauwelhoeve.